# Arno Waldschmidt

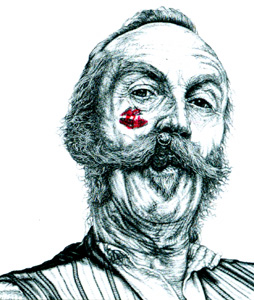
Arno Waldschmidt: „Selbst“ Bleistift, 1994

Arno Waldschmidt (* 1936 in Kassel; † 2. März 2017) war ein deutscher Zeichner und Grafiker.

## Leben
Waldschmidt wurde 1936 in Kassel als Sohn eines Steuerberaters und einer Hausfrau geboren. Er absolvierte eine Lehre als Schaufenstergestalter bei Karstadt und studierte Gebrauchsgrafik an der Kasseler Werkkunstschule.
1961 gründete er zusammen mit Christian Chruxin, Dieter Lübeck, Albert Schindehütte und Fridjof Werner die Künstlergruppe „situationen 60“. Die Gruppe eröffnete eine Galerie, die jedoch nach einem Tag wieder geschlossen wurde.
Später ging Waldschmidt nach Berlin, wo er sich 1963 mit Günter Bruno Fuchs, Uwe Bremer, Johannes Vennekamp und Albert Schindehütte zur Werkstatt Rixdorfer Drucke zusammenschloss. Die Rixdorfer erregten in den Folgejahren Aufsehen, sowohl mit ihren richtungsweisenden typographischen Arbeiten, als auch durch ihre provokanten Auftritte. Nebenbei verfolgte Waldschmidt weiterhin eigene künstlerische Projekte.
Seit 1972 lebte Waldschmidt im Sommer in Gifkendorf bei Lüneburg und im Winter in Berlin.
Arno Waldschmidt verstarb am 2. März 2017.

## Werke
Am Beginn von Arno Waldschmidts künstlerischer Laufbahn standen monochrome Prägedrucke, die er seit 1959 herstellte. Zunächst verwendete er hierfür eine Wäschemangel und prägte auf einfaches Löschpapier. Später benutzte er eine große Radierpresse und teure Bütten.
Ab 1969 konzentrierte er sich auf die Arbeit mit Holz. Durch das Übereinanderlegen vorgeformter Holzplatten entstanden weiße Holzfigurationen, die aus dieser Umkehrung der Relieftechnik eine räumliche Tiefe erhielten.
Anfang der 1970er-Jahre ging Waldschmidt dazu über, fast ausschließlich Bleistiftzeichnungen herzustellen. Dabei entwickelte sich sein Stil von offenen, die Umrisse des Abgebildeten betonenden Strichen zu detailreichen Porträts, die auf arrangierten Fotografien basieren. Waldschmidt verzichtete dabei auf jede Form der Schraffur, Verwischung oder Grauschattierung. Stattdessen setzte er sorgfältig Striche nebeneinander, beginnend mit einem harten Bleistift und anschließend mit immer weicher werdenden Stiften. Die auf diese Art entstandenen Zeichnungen weisen einige charakteristische Eigenheiten auf.
Zum einen finden sich nur selten Hintergründe auf den Bildern, Waldschmidt richtete seine Aufmerksamkeit auf Gesichter, Körper, Gegenstände. Zudem ist die Betonung von Gesichtsfalten auffällig; gegenüber der Vorlage fügte Waldschmidt häufig sogar Falten hinzu. Eine besondere Faszination der Bilder liegt in der peniblen Ausarbeitung der Kopf- und Barthaare. Als zusätzliches gestalterisches Mittel gliederte Waldschmidt seine Bilder gern in mehrere Teile und rahmt diese getrennt voneinander. Somit scheinen seine Zeichnungen quasi über den Rahmen hinaus zu existieren. Schließlich spielen die Bildtitel im Werk Waldschmidts eine nicht zu unterschätzende Rolle. Diese bilden einen zusätzlichen Kommentar des Gezeichneten, auf der Grenze zwischen tragischer Komik und Selbstironie. So ist beispielsweise ein Bild mit den Porträts von 22 engen Freunden Waldschmidts mit einem Satz aus Heimito von Doderers „Repertorium“ überschrieben: „Ich halte jeden Menschen für voll berechtigt, auf die, von den Ingenieursgesichtern und Betriebswissenschaftlern herbeigeführte, derzeitige Beschaffenheit der Welt mit schwerstem Alkoholismus zu reagieren.“
Für die Werkstatt Rixdorfer Drucke fertigte er außerdem zahlreiche Holzschnitte und in Zusammenarbeit mit Bremer, Schindehütte und Vennekamp typographische Drucke an, die vom anarchistischen Witz der Gruppe zeugen.
Für die V. O.-Stomps-Ausstellung in der Universitätsbibliothek der Justus-Liebig-Universität Giessen schuf er für das Ausstellungsplakat einen Porträtholzschnitt von Stomps für das Ausstellungsplakat der Sammlung Hendrik Liersch.
2013 gestaltete Waldschmidt die großen Retrospektiven zum 50-jährigen Bestehen der Werkstatt Rixdorfer Drucke in Hamburg und Berlin mit. In diesem Rahmen wurden auch neue Holzschnitte Waldschmidts präsentiert.

## Buchveröffentlichungen (Auswahl)
- monochrome paarungen Stierstadt: Eremiten-Presse 1961.
- Die Neger, Siebdrucke (mit A. Schindehütte) zu dem Theaterstück von Jean Genet. Merlin Verlag, Gifkendorf 1965.
- Auf den Leib geschrieben, vier Leporellos (mit A. Schindehütte) vier Damen auf den Leib geschrieben. Merlin Verlag, Gifkendorf 1967/68.
- Das Mädchen und der Knopf, Fotobuch mit Ulricke Bock. Merlin Verlag, Gifkendorf 1969.
- Bürgerliche Gedichte, 32 Zeichnungen zu den Gedichten Karol Kröpkes. Merlin Verlag, Gifkendorf 1970.
- Pantalon Ouvert, Dramatische Unterhaltungen. Mit Johannes Grützke und Jan Peter Tripp. Merlin Verlag, Gifkendorf 1978, ISBN 3-87536-117-2.
- Alles ist gut, was gut ist! Bleistiftzeichnungen aus 7 Jahren. Merlin Verlag, Gifkendorf 1986, ISBN 3-87536-192-X.
- Die Ermordung der Mona Lisa (mit Helmut Eisendle), Merlin Verlag, Gifkendorf, ISBN 978-3-926112-03-3.
- Guntram Vesper, Stomps in Giessen, mit einer Porträtzeichnung V. O. Stomps von Arno Waldschmidt, Corvinus Presse, 2008.
- Herr Gott, Frau Engel und der Mann mit dem Hut, ein Kunst-Märchen (über C. Mühlenhaupt), Corvinus Presse, 2008.
- Lustbarkeiten, Holzschnitte und Gedichte, Corvinus Presse, 2009.

## Buchveröffentlichungen mit der Werkstatt Rixdorfer Drucke (Auswahl)
- 1. Rixdorfer Laboratorium zur Erstellung von literarischen und bildnerischen Simultan-Kunststücken in der Fachwerkstatt Rixdorfer Drucke auf Schloss Gümse vom 8.–18. Juli 1975. Merlin Verlag, Gifkendorf 1975, ISBN 3-87536-102-4.
- 30 Jahre Werkstatt Rixdorfer Drucke. Merlin Verlag, Gifkendorf 1993, ISBN 3-926112-36-0.
- Reinhard Lettau’s renovierter Rixdorfer Rübezahl. Merlin Verlag, Gifkendorf 1996, ISBN 3-926112-65-4.
- Alles reden von uns. Wir auch. 40 Jahre Werkstatt Rixdorfer Drucke. Merlin Verlag, Gifkendorf 2003, ISBN 3-87536-212-8.
- Die Druckwerkstatt der Dichter: Rixdorfer Wort- und Bilderbögen Die andere Bibliothek, 2012, ISBN 9783847700111.

## Einzelausstellungen (Auswahl)
- 1961 Galerie im Centre, Göttingen[2]
- 1961 Galerie die zinke, Berlin
- 1967 Galerie mum, Solingen
- 1972 Galerie Siebrasse, Köln
- 1973 Galerie Neubauer-Wohlang, Hamburg
- 1972 Galerie Voigt, Nürnberg (mit A. Schindehütte)
- 1978 Galerie Hilger, Wien
- 1979, 83, 86 Galerie Apex, Göttingen
- 1979 Galerie Lilo Schmidt, Schneverdingen
- 1979 Centre Culturel Allemand, Paris
- 1982, 83, 86, 92, 98 Galerie Gering (-Kulenkampff), Frankfurt
- 1984 Worpsweder Kunsthalle – Friedrich Netzel
- 1985, 89 Galerie Marlies Rosenzweig, Bonn
- 1986, 89, 96 Galerie Merlin Verlag, Gifkendorf
- 1986 Kunstverein Celle
- 1988 Galerie im Liebweinturm, Burghausen (mit J. Grützke & J. P. Tripp)
- 1991 Galerie Tafelski, Berlin
- 1994, 98 Galerie Brandtstätter, Öhningen
- 1995 Galerie Gruber, Tübingen
- 1996 Galerie Schnake, Münster
- 1996 Kulturspeicher im Schloss, Oldenburg
- 2001 Galerie Carlos Hulsch, Berlin
- 2002 Galerie Rose, Hamburg
- 2004 FINEARTS CON.TRA., Berlin

## Auszeichnungen
- 2005 Victor Otto Stomps-Preis der Landeshauptstadt Mainz